# Ocalea concolor
Ocalea concolor är en skalbaggsart som beskrevs av Ernst Hellmuth von Kiesenwetter 1847. Ocalea concolor ingår i släktet Ocalea, och familjen kortvingar. Arten har ej påträffats i Sverige.